# احیای مستقیم
احیای مستقیم کتابی از ناصر توحیدی است که در سال ۱۳۶۷ منتشر و در مراسم کتاب سال جمهوری اسلامی ایران به‌عنوان کتاب برگزیده معرفی شد.